# 1344 Caubeta
1344 Caubeta је астероид главног астероидног појаса чија средња удаљеност од Сунца износи 2,247 астрономских јединица (АЈ).
Апсолутна магнитуда астероида је 12,8 а геометријски албедо 0,107.